# Cabra Marcado para Morrer
Cabra Marcado para Morrer é um filme documentário brasileiro de 1984, dirigido por Eduardo Coutinho. Em novembro de 2015 o filme ficou em quarto lugar na lista feita pela Associação Brasileira de Críticos de Cinema (Abraccine) dos 100 melhores filmes brasileiros de todos os tempos.

## Sinopse
O filme é uma narrativa semidocumental da vida de João Pedro Teixeira, um líder camponês da Paraíba, assassinado em 1962.
Em razão do golpe militar, as filmagens foram interrompidas em 1964. O engenho da Galileia foi cercado por forças policiais. Parte da equipe foi presa sob a alegação de "comunismo", e o restante dispersou-se.
O trabalho foi retomado 17 anos depois, recolhendo-se depoimentos dos camponeses que trabalharam nas primeiras filmagens e também da viúva de João Pedro, Elizabeth Altino Teixeira, que desde dezembro de 1964 vivera na clandestinidade, separada dos filhos. Reconstruiu-se assim a história de João Pedro e das Ligas camponesas de Galiléia e de Sapé.

## Elenco
- Eduardo Coutinho .... ele mesmo
- Ferreira Gullar .... narração
- Tite de Lemos .... narrador
- Elizabeth Altino Teixeira .... ela mesma

## Produção
O filme originariamente era uma produção de 1964, com o mesmo diretor, e que foi interrompida pelo Golpe de 1964. Vinte anos depois foram reunidos os mesmos técnicos, locais e personagens reais para contar a sua história.

## Principais prêmios e indicações
XXXV Festival de Berlim 1985 (Berlim/Alemanha)
- Recebeu os prêmios FIPRESCI e Interfilm do Fórum de Cinema Jovem.

FesTróia - Festival Internacional de Cinema de Tróia 1985 (Setúbal/Portugal)
- Recebeu o Golfinho de Ouro.

VI Festival do Novo Cinema Latino-americano 1984 (Havana/Cuba)
- Recebeu o Prêmio Coral na categoria de Melhor Documentário.

I FestRio 1984 (Rio de Janeiro/RJ)
- Recebeu o Tucano de Ouro na categoria de Melhor Filme, o Prêmio da Crítica, o Prêmio OCIC (Ofício Católico Internacional de Cinema) e o Prêmio D. Quixote da FICC (Festival Internacional de Cinema).

13º Festival do Cinema Brasileiro de Gramado 1985 (Gramado/RS)
- Recebeu o prêmio Hours Concours.

Festival de Cine Realidade 1985 (Paris/França)
- Recebeu o Grande Prêmio.